# Восточний (Комишловський район)
Восто́чний (рос. Восточный) — селище у складі Комишловського району Свердловської області. Адміністративний центр Восточного сільського поселення.
Населення — 2248 осіб (2010, 2460 у 2002).
Національний склад станом на 2002 рік: росіяни — 91 %.